# 아머샴

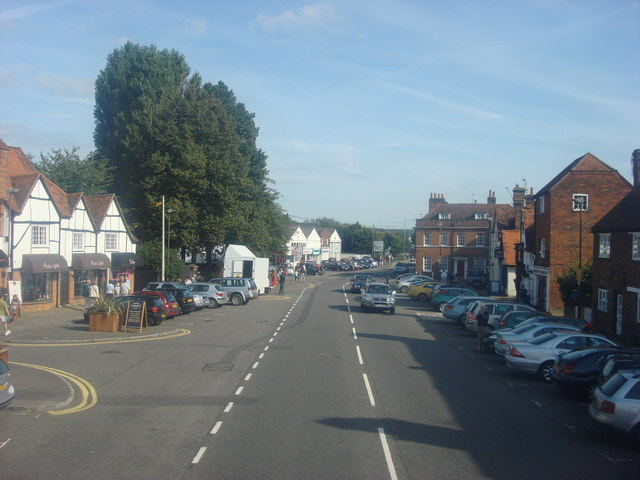
아머샴

아머샴(Amersham)은 영국 버킹엄셔주의 도시로, 인구는 2011년 조사 기준 14,384명이다.